# لاك راسيل
لاك راسيل (بالإنجليزية: Lake Russell)‏ هو مدرب كرة سلة أمريكي، ولد في 6 أبريل 1898، وتوفي في 1 ديسمبر 1980.